# تیلور اسپایوی
تیلور اسپایوی (انگلیسی: Taylor Spivey؛ زادهٔ ۱۳ آوریل ۱۹۹۱) ورزشکار زن ورزش سه‌گانه اهل ایالات متحده آمریکا است.